# 田汝麟
田汝麟（1515年—？），字子仁，順天府涿州民籍，直隸淶水縣人，明朝政治人物。

## 生平
嘉靖十三年（1534年）甲午科順天府鄉試第一百二名。嘉靖二十九年（1550年），登二甲第六十五名進士。三十七年官延安府知府，累官陕西副使。嘉靖四十三年（1564年）因才具不及，降調閒散知縣。

## 家族
曾祖田寬，累贈資政大夫禮部尚書；祖父田景賢，光祿大夫柱國太子太保禮部尚書 贈太子太傅；父田穗，上林苑監署丞。母翟氏。永感下。